# Kārsava
Kārsava är en ort i Lettland.   Den ligger i kommunen Ludza, i den östra delen av landet, 220 km öster om huvudstaden Riga. Kārsava ligger 101 meter över havet och antalet invånare är 2 645.
Terrängen runt Kārsava är mycket platt. Runt Kārsava är det glesbefolkat, med 10 invånare per kvadratkilometer. Kārsava är det största samhället i trakten. Trakten runt Kārsava består till största delen av jordbruksmark.